# Natalia Lacunza
Natalia Lacunza Sanabdón (Pamplona, Navarra, 10 de enero de 1999), conocida como Natalia Lacunza, es una cantante y compositora española, que se hizo conocida a raíz de participar en la décima edición de Operación Triunfo en 2018, donde obtuvo el tercer puesto del concurso musical. Posteriormente, adquirió popularidad con el lanzamiento de canciones de estilo pop alternativo como «Nana triste», con certificación en disco de platino, o «Cuestión de suerte».

## Biografía
Nació en Pamplona en 1999. Desde pequeña se interesó por el mundo artístico, llegando a dar clases de baile durante más de una década y profesionalizándose en los estilos clásico, moderno y contemporáneo. 
En cuanto a lo musical, sus referentes han sido la cantante inglesa Amy Winehouse y la banda indie pop inglesa The xx. 

## Carrera musical

### 2017-2019:La Voz,Operación TriunfoyEurovisión
En 2017 se presentó al concurso musical La voz, no consiguiendo pasar las audiciones a ciegas.
En junio de 2018 se presentó a los castings de Operación Triunfo en su décima edición, recibiendo un pase directo en San Sebastián. Meses después, en septiembre de ese mismo año, fue anunciada como una de las dieciocho elegidas para entrar en el concurso después de pasar todas las fases de los castings, siendo seleccionada como una de las concursantes en la primera gala. Finalmente, obtuvo el tercer puesto del concurso, en una gala celebrada en diciembre de 2018, con el 29% de los votos.
Como concursante de OT, en enero de 2019, fue elegida como candidata para representar a España en el Festival de la Canción de Eurovisión 2019 con las canciones «La clave», en solitario, y «Nadie se salva», junto a Miki Núñez, quedándose finalmente sin ser seleccionada.
En febrero de 2019 comenzó la gira musical de OT2018, que finalizó en Cádiz en agosto de ese mismo año después de 13 conciertos y tras haber reuniendo a más de 120.000 personas.

### 2019-2021:Otras AlasyEP2
Tras su paso por el concurso musical, Lacunza comenzó a trabajar en su carrera en solitario. En 2019 firmó un contrato discográfico con Universal Music Spain para el lanzamiento de un EP. En junio lanzó su sencillo debut, «Nana triste» en colaboración con Guitarricadelafuente, que obtuvo buenas críticas por parte de la crítica especializada y fue certificado con disco de platino por los Productores de Música de España (PROMUSICAE). Poco después lanzó el EP titulado Otras alas, alcanzando el primer puesto de ventas musicales en España y siendo certificado con disco de oro por PROMUSICAE. El EP está compuesto de siete canciones, todas ellas en solitario, excepto su colaboración con Guitarricadelafuente y otra con Marem Ladson.
En febrero de 2020 colaboró con el cantante y actor Pol Granch (quien para ese momento fuera su pareja) en la canción «En llamas», que alcanzó el top 100 de canciones más vendidas de España. Un mes después lanzó su segundo EP titulado EP2, el cual también estuvo compuesto por siete canciones y supuso una continuación a su primer EP. A finales de ese mismo año participó en el segundo álbum de la cantante Aitana, 11 razones, en la canción «Cuando te fuiste», un tema garage pop que meses después estrenó videoclip en la plataforma Youtube, y alcanzó la posición 30 en el top 100 de ventas de canciones de España.
En 2021 dio voz a la cabecera de la serie de Amazon Prime Video El internado: Las Cumbres con el tema «Corre». Ese mismo año anunció que estaba trabajando en un próximo disco, siendo su primer álbum de estudio. Más adelante, estrenó los sencillos principales del mismo titulados «Cuestión de suerte», que alcanzó el puesto 19 en España, y «Todo lamento». También ese año participó en el disco de Leiva titulado Cuando te muerdes el labio, con la canción «Premio de consolación».

### 2022-presente: Álbum debut yDuro
El 10 de junio de 2022 publicó su primer álbum de estudio, Tiene que ser para mí, entrando en la lista de ventas PROMUSICAE en el número 5 de los álbumes más vendidos de España.
A lo largo de 2023 Lacunza sacó varias colaboraciones, empezando por «Qué voy a hacer» con Shego. Entre febrero y marzo colaboró con María Escarmiento en la canción «PREFIERO», con Ana Mena en «Me he pillao x ti» y con L'haine en «Connie Nikas». En Julio lanzó «Siberia» junto a Nickzzy, y «Assim Assim» con Claudia Pascoal. En septiembre de 2023 lanzó su tercer EP, «DURO», compuesto por 5 canciones. Posteriormente, en noviembre de ese mismo año publicó «Baby José», una colaboración con Diego 900 y L'haine.
El agosto de 2024 Lacunza actuó en La Casa de España en París en un concierto privado para la delegación española de los juegos olímpicos. Ese mismo mes lanzó dos nuevos sencillos, «SIMELLAMA» y «LAPLATA», junto con sus respectivos remixes a cargo de Nusar3000.

## Vida personal
Lacunza es abiertamente bisexual.

## Discografía

### Álbumes de estudio
| Título                | Detalles | Posiciones en Listas |
| Título                | Detalles | ESP                  |
| --------------------- | --- | -------------------- |
| Tiene que ser para mí | - Lanzamiento: 10 de junio de 2022 - Discográfica: Universal Music - Formato: CD, descarga digital, streaming, LP | 5                    |

### Extended plays (EPs)
| Título     | Detalles | Listas | Certificaciones   |
| Título     | Detalles | ESP    | Certificaciones   |
| ---------- | --- | ------ | ----------------- |
| Otras alas | - Lanzamiento: 21 de junio de 2019 - Discográfica: Universal Music - Formato: CD, descarga digital              | 1      | - PROMUSICAE: Oro |
| EP2        | - Lanzamiento: 13 de marzo de 2020 - Discográfica: Universal Music - Formato: CD, descarga digital              | 1      |                   |
| Duro       | - Lanzamiento: 28 de septiembre de 2023 - Discográfica: Universal Music - Formato: CD, vinilo, descarga digital | 12     |                   |

### Como artista principal
| Año  | Canción                                  | Listas | Certificaciones          | Álbum                 |
| Año  | Canción                                  | ESP    | Certificaciones          | Álbum                 |
| ---- | ---------------------------------------- | ------ | ------------------------ | --------------------- |
| 2019 | «Nana triste» (con Guitarricadelafuente) | 4      | - PROMUSICAE: 2× Platino | Otras alas            |
| 2019 | «Tarántula»                              | 52     |                          | Otras alas            |
| 2020 | «En llamas» (con Pol Granch)             | 91     |                          | Tengo que calmarme    |
| 2020 | «Olvídate de mí»                         | 64     |                          | EP2                   |
| 2020 | «Algo duele más» (con Bronquio)          | —      |                          | EP2                   |
| 2020 | «A otro lado»                            | 91     |                          | EP2                   |
| 2020 | «Nuestro nombre»                         | —      |                          | Sin álbum             |
| 2021 | «Corre»                                  | —      |                          | Sin álbum             |
| 2021 | «Quiero dormir contigo» (con trashi)     | —      |                          | Sin álbum             |
| 2021 | «Cuestión de suerte»                     | 19     | - PROMUSICAE: Oro        | Tiene que ser para mí |
| 2021 | «Todo lamento»                           | —      |                          | Tiene que ser para mí |
| 2022 | «Muchas cosas»                           | —      | - PROMUSICAE: Oro        | Tiene que ser para mí |
| 2023 | «Verdadero»                              | —      |                          | Duro                  |
| 2024 | «SIMELLAMA»                              | —      |                          | Sin álbum             |
| 2024 | «LAPLATA»                                | —      |                          | Sin álbum             |

### Como artista invitada
| Año  | Título                                                 | Listas | Certificaciones   | Álbum                      |
| Año  | Título                                                 | ESP    | Certificaciones   | Álbum                      |
| ---- | ------------------------------------------------------ | ------ | ----------------- | -------------------------- |
| 2020 | «Enfance 80» (con Videoclub)                           | —      |                   | Sin álbum                  |
| 2020 | «Cuando te fuiste» (con Aitana)                        | 30     | - PROMUSICAE: Oro | 11 razones                 |
| 2021 | «No estás» (con María Blaya)                           | —      |                   | Sin álbum                  |
| 2021 | «Premio de consolación» (con Leiva)                    | —      | - PROMUSICAE: Oro | Cuando te muerdes el labio |
| 2022 | «Pensar en ti» (con Ganges)                            | —      |                   | Sin álbum                  |
| 2023 | «Qué voy a hacer» (con shego)                          | —      |                   | Suerte, chica              |
| 2023 | «Me he pillao x ti» (con Ana Mena)                     | 52     | - PROMUSICAE: Oro | Bellodrama                 |
| 2023 | «Assim assim» (con Cláudia Pascoal)                    | —      |                   | !!                         |
| 2023 | «Siberia» (con Nickzzy)                                | —      |                   | Sin álbum                  |
| 2023 | «4:12 en Montevideo (10.000 km)» (con Juicy BAE y PMP) | —      |                   | Sin álbum                  |
| 2023 | «Una gota» (con Juicy BAE y PMP)                       | —      |                   | Sin álbum                  |

### Apariciones como invitada
| Título                    | Año  | Otro(s) artista(s)             | Álbum                        |
| ------------------------- | ---- | ------------------------------ | ---------------------------- |
| «Si volvemos a querernos» | 2020 | Chill Chicos                   | Le chill                     |
| «Fuera de tiempo»         | 2021 | InnerCut, Ghouljaboy           | 1996                         |
| «Prefiero»                | 2023 | María Escarmiento, detunedfreq | Cosas de brujas              |
| «Baby Jose»               | 2023 | Diego 900, L'haine             | La espalda del sol           |
| «Connie Nikas»            | 2023 | L'haine, A.Dense               | De la forma en que yo quiero |

## Giras
- Tiny Tour (2020)[29]
- A otro lado Tour (2020-2021)[30]
- Tiene que se para mi Tour (2022-2023)

## Premios y nominaciones
| Premio             | Año  | Categoría                        | Trabajo nominado | Resultado | Ref.   |
| ------------------ | ---- | -------------------------------- | ---------------- | --------- | ------ |
| LOS40 Music Awards | 2020 | Mejor artista o grupo revelación | Ella misma       | Nominada  | [ 31 ] |
| Premios Odeón      | 2020 | Artista Odeón femenino           | Ella misma       | Nominada  | [ 32 ] |
| Premios Odeón      | 2020 | Artista Odeón revelación         | Ella misma       | Nominada  | [ 32 ] |
| Premios Odeón      | 2020 | Mejor álbum                      | Otras alas       | Nominada  | [ 32 ] |
| Premios Odeón      | 2021 | Artista Odeón revelación pop     | Ella misma       | Nominada  | [ 33 ] |